# Firduzi
Hakim Abdul Kasim Mansur Firdusi Tusi (Firduzi); perzijsko حکیم ابوالقاسم فردوسی توسی), perzijski pesnik, * 935, Tus, Iran, † 1020, Tus, Iran.
Firduzi je bil zelo spoštovan. Bil je avtor narodnega epa Šahname (Knjiga kraljev) perzijsko govorečega sveta kot tudi celotnega iranskega kulturnega sveta.
Rodil se je v neki vasi blizu Tusa v Velikem Korasanu, danes iranska pokrajina Razavi Korasan. Njegov oče je bil bogat posestnik in pobožen musliman. Firduzijev veliki ep Šahname, ki mu je posvetil več kot 35 let, je bil izvirno napisan za predstavitev samanidskim princem Korasana, ki so bili pobudniki ponovnega razcveta iranske kulturne tradicije po arabski osvojitvi v 7. stoletju.
Ko mu je bilo 23 let, je našel knjigo Šahname (Knjiga kraljev), ki jo je napisal Abu-Mansur Almoamari. Knjiga ni bila v pesniški obliki. Vsebovala je starejše različice, ki jih je naročil Abu-Mansur ibn Abdol-Razah. Odkritje te knjige je pomenilo usodni preobrat v pesnikovem življenju. Svojo različico Knjige kraljev je začel pisati leta 977, še v dobi samanidske dinastije. Za časa njegovega življenja in pisanja knjige je ozemlja samanidske dinastije zavzel gaznavidski imperij.
Po tridesetih letih težkega dela je končal pesnitev. Dve ali tri leta kasneje je odšel v glavno mesto gaznavidskega imperija, da bi predstavil knjigo kralju. V srednjeveških besedilih je več zgodb, ki opisujejo nezanimanje novega kralja sultana Mahmuda Gaznija za Firduzija in njegovo življenjsko delo. Mahmud je obljubil Firduziju 1 dinar za vsako dvostičje, zapisano v Knjigi kraljev (60.000 dinarjev), vendar je kasneje obljubo preklical in mu podaril dirhame (20.000 dirhamov), ki so bili v tem času veliko manj vredni od dinarjev. 1 dinar je bil 100 dirhamov. Nekateri menijo, da je na to sultanovo podlo odločitev vplivala ljubosumnost drugih pesnikov na kraljevem dvoru. Dogodek je ohrabril Firduzijeve sovražnike na dvoru. Firduzi je zavrnil denar in ga je po nekaterih pričevanjih podaril ubogemu prodajalcu vina. Nekaj časa je bival v pokrajinah Sistan in Mazandaran, na zadnje pa se je strt in ogorčen vrnil v Tus.
Napisal je pesnitev za kralja. Bila je dolga in jezna pesem, bolj podobna kletvi, in se je končala z besedami: »Nebeško maščevanje ne bo pozabilo. Z mojimi ognjenimi besedami bo uplašila trinoga in ta se bo tresel zaradi pesnikove jeze.«
Verjamemo, da je Firduzi umrl leta 1020 v 90. letu v revščini, zagrenjen zaradi kraljevega omalovaževanja. Bil pa je popolnoma prepričan o uspehu in slavi svojega dela, kar se še posebej vidi v zadnjih vrsticah knjige. Ena zgodba pripoveduje, da je Mahmud poslal obljubljeni znesek v Firduzijevo vas, a je umrl po prihodu sela nekaj ur kasneje. Darilo so potem dali njegovi hčeri, ker je njegov sin umrl pred njim v 37. letu starosti. Hči je zavrnila denar in tako je Firduzijeva Knjiga kraljev postala nesmrtna.
Kasneje je kralj ukazal, naj denar uporabijo za popravilo gostišča na poti od Merva v Tus z imenom »Robat Čaheh«, ki bi spominjalo na pesnika. Gostišče je danes v ruševinah, vendar še vedno obstaja.
Nekateri viri navajajo, da je Firduzijeva hčer nasledila očetov težko zaslužen denar in je zgradila nov in močan most z lepim kamnitim prenočiščem za popotnike, ki naj bi se spočili in si pripovedovali zgodbe.
Firduzija so pokopali na dvorišču njegovega doma, kjer je zdaj njegov mavzolej. V njegov spomin so ga zgradili leta 1925 med vladanjem šaha Reze Pahlavija.